# Life Technologies
Life Technologies Corporation var ett amerikanskt multinationellt företag inom bioteknik och läkemedel. Företaget specialiserade på att både forska och utveckla läkemedel som ökade livskvaliten bland människor. Life Technologies hade närvaro i fler än 180 länder världen över.

## Historik
Företaget grundades den 21 november 2008 när Invitrogen genomförde en fusion med Applied Biosystems för 6,7 miljarder amerikanska dollar.
Den 15 april 2013 meddelade Thermo Fisher Scientific att man hade för avsikt att förvärva Life Technologies för 13,6 miljarder dollar. Affären slutfördes den 3 februari 2014.